# Kościół Narodzenia Najświętszej Maryi Panny w Księżomierzy Kościelnej (nieistniejący)
Kościół Narodzenia Najświętszej Maryi Panny w Księżomierzy Kościelnej – dawna drewniana świątynia rzymskokatolicka znajdująca się do 1996 we wsi Księżomierz Kościelna w gminie Gościeradów, w województwie lubelskim.
Kościół pierwotnie znajdował się w Chodlu, wzniesiony został w połowie XVI wieku. W 1783 przeniesiono go do Księżomierzy Kościelnej. Restaurowany był dwukrotnie: w 1930 w latach 1973-1975. W nocy 4/5 maja 1996 roku doszczętnie spłonął.
Była to budowla o konstrukcji zrębowej o jednej nawie. Wzniesiona została z modrzewiowego drewna. Prezbiterium posiadało boczną zakrystię. Dach składał się z dwóch kalenic. Wieżyczka była pokryta hełmem stożkowym z latarnią. 